# Federico Castellón
Federico Castellón Martínez (Alhabia, Almería, 14 de septiembre de 1914 - Nueva York, 29 de julio de 1971), conocido también como Fred Castellon en EE. UU., fue un pintor, escultor, litógrafo e ilustrador de libros infantiles hispano-estadounidense. 

## Biografía
En 1921 su familia emigra a Estados Unidos, asentándose en el barrio de Brooklyn de la ciudad de Nueva York. Sobre 1928 comienza a interesarse por la pintura clásica. 
En 1933 se gradúa por el instituto Erasmus Hall, en Brooklyn. Al año siguiente expone por primera vez en solitario, en la galería Weyhe de Nueva York y comienza un intenso trabajo muralista que se podrá contemplar en el propio instituto Erasmus Hall o en la galería Raymond & Raymond de la misma ciudad. 
También en ese año recibe una beca del gobierno republicano español, la cual le permitirá viajar y estudiar en varios países europeos como España, Francia o Reino Unido. Dicha beca lo vincula especialmente a la Casa de Velázquez, en Madrid, donde expondrá.
Entre 1935 y 1936 vivirá y trabajará también en París y Londres, exponiendo junto a Salvador Dalí, Juan Gris, Joan Miró o Pablo Picasso. El estallido de la Guerra Civil española lo empuja a regresar en 1937 a Nueva York, donde comenzará a practicar con el grabado en el estudio de George Millers. Tres años después recibirá la beca Guggenheim y al año siguiente comienza a dedicarse más activamente al grabado.
Será a partir de este año cuando su carrera artística se consolide. Comienzan las exposiciones individuales y colectivas en EE. UU. y otros países y llegan los reconocimientos, como la medalla Eyre, en 1940, año de su matrimonio con Hilda Greenfield. En los años subsiguientes le serán otorgadas otras distinciones como la medalla de oro de la Academia de las Artes de EE. UU. y varios premios nacionales de grabado.
Viajará por EE. UU. y el resto del mundo, tanto por su cuenta como al servicio del ejército, con el que estuvo destacado en Kunming (China) e India. También iniciará una carrera docente, enseñando en, entre otras instituciones, la Universidad de Columbia.
En 1949 fue elegido miembro de la National Academy de EE. UU., siéndole otorgada una segunda beca Guggenheim en 1951
En 1961, la familia se traslada a Europa. Castellón vivirá entre París, Madrid e Italia.

## Obra
Si bien es especialmente reconocido por sus grabados, Federico Castellón fue también pintor y escultor. De hecho, tuvo gran interés al principio de su carrera por el mural, recibiendo el apoyo del mismo Diego Rivera, a quien conoció durante el proceso Rockefeller.
No fue hasta finales de los 30 cuando comenzó a interesarse por el grabado. En su obra pueden apreciarse temas e influencias tanto de sus contemporáneos y compañeros, como Dalí, Picasso o Miró, como de maestros clásicos del grabado, como Goya.

## Enlaces
- Federico Castellón en estudio-53

- Datos: Q5440979